# تپه مهین ۱
تپه مهین ۱ مربوط به هزاره دوم و اول است و در شهرستان بویین زهرا، روستای مهین واقع شده و این اثر در تاریخ ۳ بهمن ۱۳۷۹ با شمارهٔ ثبت ۳۰۲۴ به‌عنوان یکی از آثار ملی ایران به ثبت رسیده است.